# Parc provincial Le Fourneau
Pour les articles homonymes, voir Fourneau.
Le parc provincial Le Fourneau (anglais : Smuggler's Cove Provincial Park) est un parc provincial de la Nouvelle-Écosse situé à Clare, près du village de Meteghan.
Ce petit parc de 7 ha créé le 10 août 1982 protège une plage de la baie Sainte-Marie. L'anse a été utilisée par les contrebandiers durant les années 1920 lors de la prohibition.
Le parc est situé dans la réserve de la biosphère de Southwest Nova. 